# Hermann Langbein
Hermann Langbein (ur. 18 maja 1912 w Wiedniu, zm. 24 października 1995 tamże) – austriacki działacz antyhitlerowskiego ruchu oporu, współzałożyciel i pierwszy sekretarz generalny Międzynarodowego Komitetu Oświęcimskiego.

## Życiorys
Przed wojną był aktorem teatralnym, w 1933 r. wstąpił do Komunistycznej Partii Austrii. Jak wielu komunistów brał udział w wojnie domowej w Hiszpanii po stronie republikanów. W 1941 r. został więźniem KL Dachau, a w 1942 r. trafił do niemieckiego obozu koncentracyjnego Auschwitz-Birkenau, gdzie był więźniem funkcyjnym, a jednocześnie działał w obozowym ruchu oporu. W sierpniu 1944 przewieziono go do KL Neuengamme, w kwietniu 1945 uciekł w trakcie ewakuacji wyskakując z pociągu.
W 1947 r. opublikował swoje wspomnienia obozowe pod tytułem "Die Stärkeren" ("Silniejsi").
Po zakończeniu wojny był także członkiem komitetu centralnego Komunistycznej Partii Austrii, w 1958 r. za krytykę radzieckiej interwencji na Węgrzech został z niej wydalony.
W okresie powojennym był współzałożycielem i pierwszym sekretarzem generalnym Międzynarodowego Komitetu Oświęcimskiego. Wraz z kilkoma innymi byłymi więźniami obozów koncentracyjnych doprowadził do Procesu oświęcimskiego we Frankfurcie nad Menem i uczestniczył w nim jako świadek. Później poświęcił się działalności pisarskiej i publicystycznej.
W 1967 r. został odznaczony medalem Sprawiedliwy wśród Narodów Świata.